# Ambrogio di Optina
Aleksandr Michajlovič Grenkov, in russo Александр Михайлович Гренков, più conosciuto come sant'Ambrogio di Optina (in russo преподобный Амвросий Оптинский, traslitterato prepodobnyj Ambrosij Optinskij) (Bolshaya Lipovitsa, 5 dicembre 1812 – Governatorato di Kaluga, 23 ottobre 1891), fu uno starets, monaco e prete ortodosso, votato al celibato.

## Biografia
Alessandro nacque da Marfa Nikolayevna Grenkova e Mikhail Fyodorovich Grenkov, lettore delle sacre scritture presso la parrocchia del villaggio di Bolshaya Lipovitsa.
All'età di dodici anni entrò nella scuola clericale di Tambov e, successivamente, nel seminario teologico della stessa, terminato il quale non volle tuttavia prendere i voti, impegnandosi dapprima come precettore in una famiglia di possedienti e, in seguito, come maestro di scuola del suo villaggio natale. Solo nel 1839 decise di dedicarsi alla vita ecclesiastica, entrando nel monastero di Optina sito nel governatorato di Kaluga prima come monaco addetto alla cucina e, in seguito, come Lettore di sacre scritture. Pochi anni più tardi fu consacrato ierodiacono con il nome di Ambrosius, in onore di Sant'Ambrogio, vescovo di Milano. Successivamente alla sua consacrazione si ammalò gravemente, tanto che, anche una volta guarito, rimase infermo e impossibilitato per la debolezza che lo perseguitava a celebrare la liturgia. Da allora si dedicò alla preghiera interiore e alla traduzione dei testi patristici. Quando il reverendo Macario morì nel settembre del 1860 Ambrogio diventò monaco superiore del monastero.
Morì nell'ottobre 1891 e fu seppellito nel deserto intorno a Optina. Viene venerato dalla Chiesa ortodossa il 23 ottobre (10 ottobre del calendario giuliano). Alcuni critici letterari hanno in passato avanzato l'ipotesi che la sua figura abbia potuto ispirare Fëdor Dostoevskij nel delineare il personaggio di Padre Zosima nell'opera i fratelli Karamazov.

## Opere
- (RU) Ответ благосклонным к Латинской Церкви, su nlib.iatp.org.ua.
- (RU) Страх Божий, su vos.1september.ru.
- (RU) Отечник. Христианский брак, su pravoslavie.by. URL consultato il 16 novembre 2006 (archiviato dall'url originale il 27 settembre 2007).